# Eleição presidencial no Brasil em 1989
A eleição presidencial de 1989 no Brasil foi realizada em dois turnos. O primeiro aconteceu em uma quarta-feira, 15 de novembro de 1989, e o segundo em um domingo, 17 de dezembro de 1989. Foi a primeira eleição presidencial do país após a promulgação da Constituição Federal de 1988. No total, 22 candidatos a Presidente e 22 a Vice-presidente do Brasil concorreram na eleição. Os principais candidatos à presidência foram: o liberal Fernando Collor de Mello (PRN, atual Agir), o sindicalista Luiz Inácio Lula da Silva (PT), o trabalhista Leonel Brizola (PDT), o social-democrata Mário Covas (PSDB), e o conservador Paulo Salim Maluf (PDS, atual  Progressistas). Foi a primeira eleição direta brasileira em que presidente e vice-presidente da República foram eleitos juntos, norma mantida nos pleitos seguintes e que continua até hoje.

## Contexto histórico
Em 15 de janeiro de 1985, Tancredo Neves venceu a eleição para presidente da República do Brasil no Colégio Eleitoral, encerrando a ditadura militar no país. Entretanto, Tancredo morreu, e quem assumiu o cargo foi seu vice, José Sarney, visto com suspeita pela população, pois faz parte de uma dissidência da Aliança Renovadora Nacional (rebatizada de Partido Democrático Social em 1980), o partido dos militares, que mais tarde formaria o Partido da Frente Liberal (atual União Brasil). Isso sem contar que havia dúvidas constitucionais sobre se era Sarney ou o então presidente da Câmara dos Deputados, Ulysses Guimarães, quem deveria assumir o cargo; foi decisivo o apoio do general Leônidas Pires Gonçalves, indicado por Tancredo como ministro do Exército, para que a posse de Sarney se concretizasse. Entretanto, conforme prometido, o governo Sarney redemocratizou o país e, em 1986, ocorreram eleições para formar a Assembleia Nacional Constituinte, que promulgou uma nova constituição em 5 de outubro de 1988. A Constituição determinava a realização de eleições diretas para presidente no ano seguinte. Durante o governo Sarney, partidos até então clandestinos, como o PSB, o PCB e o PCdoB, foram legalizados.
A contenção do aumento inflacionário, herança do Regime Militar, foi outro desafio que teve de ser enfrentado pelo governo de José Sarney. Para tal, foram feitos sucessivos programas econômicos que não solucionaram o problema da inflação, pelo contrário, agravando ainda mais a crise inflacionária do país. O primeiro plano foi proposto pelo ministro da Fazenda Dílson Funaro, que consistiu na criação de uma nova moeda por meio do Plano Cruzado, o congelamento dos salários e preços, o incentivo à produção. Apesar dos resultados positivos no início, as taxas de inflação anuais chegaram ao índice de mais de 367%, entre 1986 e 1987. Também se estimulou o consumidor a controlar os preços. Os chamados “fiscais do Sarney” denunciavam ao governo os estabelecimentos que não cumpriam com os preços indicados aos produtos, assim os produtos começaram a sumir dos mercados e a inflação continuou a aumentar.
Em novembro de 1986, foi anunciado o Plano Cruzado II, que congelou os preços muito acima da realidade do mercado. Em maio de 1987 a inflação já ultrapassava a casa dos 20% ao mês. O fracasso do plano provocou a queda do ministro da Fazenda. Dois novos planos econômicos foram implantados no governo Sarney, o Plano Bresser, sob a orientação do novo ministro Luís Carlos Bresser Pereira, e o Plano Verão, anunciado em janeiro de 1989, sob a orientação do último ministro da Fazenda do governo Sarney, Maílson da Nóbrega. Como os demais planos, ambos não conseguiram os resultados pretendidos.
Durante esta época de crise econômica o militar Jair Bolsonaro (futuro presidente da república) escreveu o artigo O salário está baixo para a revista Veja criticando os baixos salários dos militares, que, segundo Bolsonaro na época, estavam defasados por conta da inflação e falta de reajuste. O artigo teve repercussão e tornou Bolsonaro imagem pública, posteriormente levando-o a ser preso por 15 dias. Um ano depois, a mesma revista o acusou de planejar plantar bombas em unidades militares, o que ele negou. Após ser condenado em primeira instância, o Superior Tribunal Militar o absolveu dessa acusação em 1988.
A Internet chega ao Brasil em 1988 por decisão inicial da sociedade de estudantes e professores universitários paulistanos (Fundação de Amparo à Pesquisa do Estado de São Paulo, liderada por Oscar Sala) e cariocas (Universidade Federal do Rio de Janeiro e Laboratório Nacional de Computação Científica). No entanto, será somente a partir de 1996, no governo de Fernando Henrique Cardoso, que a Internet brasileira passará a ter seus backbones próprios inaugurados por provedores comerciais, iniciando assim o desenvolvimento dessa rede de telecomunicações.
Assim sendo, chega-se ao ano das eleições presidenciais. As eleições de 1989 foram as primeiras desde 1960 em que os cidadãos brasileiros aptos a votar escolheram seu presidente da república. Por serem relativamente novos, os partidos políticos estavam pouco mobilizados e vinte e duas candidaturas à presidência foram lançadas. Essa quantidade expressiva de candidatos mantém o recorde de eleição presidencial com mais candidatos - número que passaria a 23 caso o ex-presidente Jânio Quadros, cujo nome foi cogitado para a disputa, não abdicasse de sua pré-candidatura em decorrência de seus problemas de saúde. Foi também a primeira eleição na qual uma mulher disputou o posto mais elevado da República — Lívia Maria, do Partido Nacionalista (PN). Como nenhum candidato obteve a maioria absoluta dos votos válidos, isto é, excluídos os brancos e nulos, a eleição foi realizada em dois turnos, conforme a então nova lei previa. O primeiro foi realizado em 15 de novembro de 1989, data que marcava o centésimo aniversário da proclamação da República, e o segundo em 17 de dezembro do mesmo ano. Foram para o segundo turno os candidatos Luiz Inácio Lula da Silva, da coligação encabeçada pelo Partido dos Trabalhadores, e Fernando Collor de Mello, da coligação encabeçada pelo PRN.
Diversos veículos de imprensa noticiaram forte favorecimento por parte da Rede Globo (ver Críticas à Rede Globo) no debate presidencial do segundo turno a Collor, em relação a Lula. Em 2009, Collor admitiu que teve vantagem na disputa.

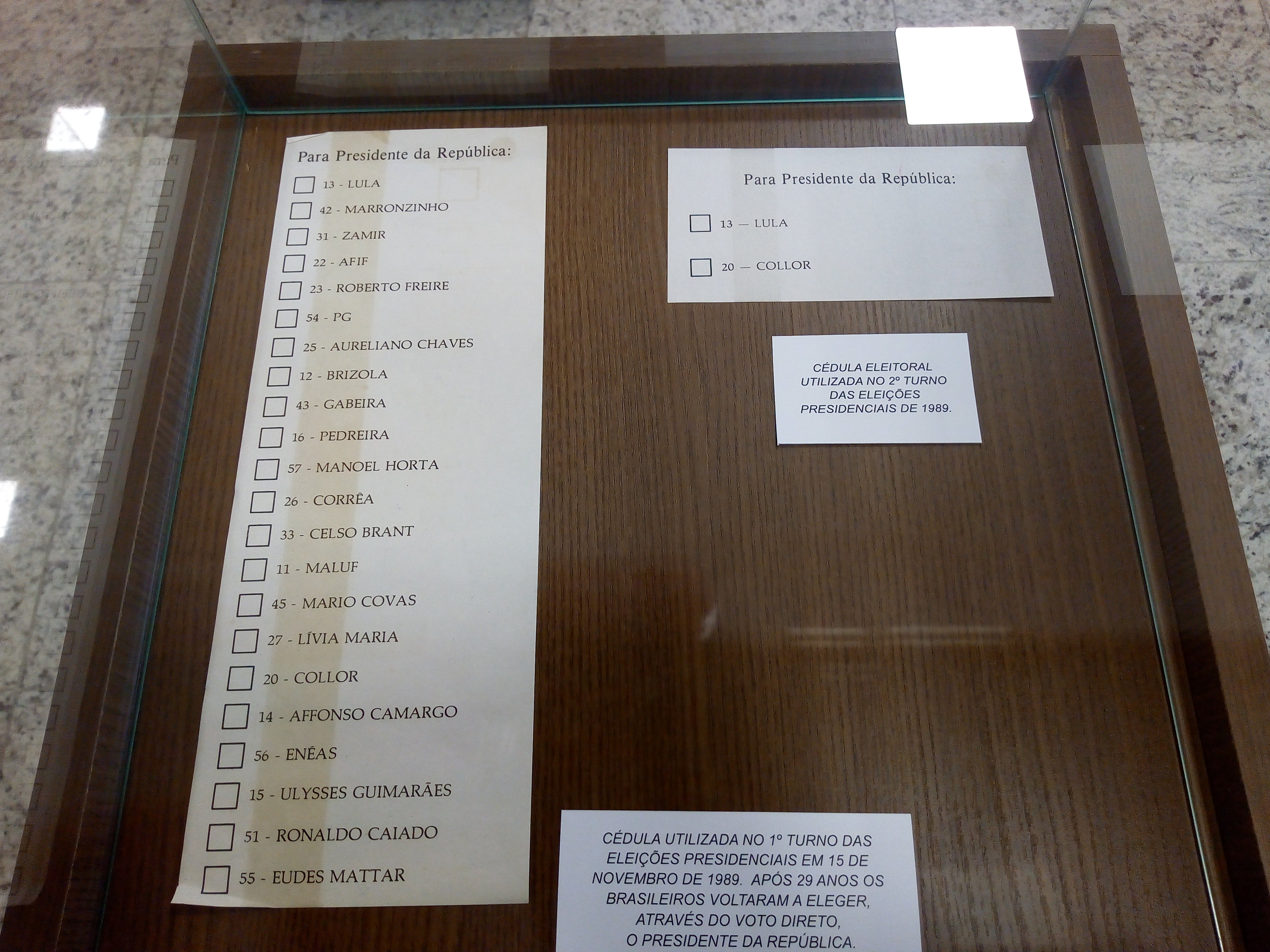
Cédulas de votação para Presidente do 1º e 2º Turno das Eleições de 1989.

### Candidatura de Silvio Santos
Em novembro de 1989, com a campanha presidencial em andamento, Silvio Santos foi anunciado como candidato à presidência pelo PMB no lugar do pastor evangélico Armando Corrêa, que era o candidato oficial do partido, e para a vice-presidência, foi escolhido o deputado federal paraibano Marcondes Gadelha. Também foi cogitada renúncia do candidato Aureliano Chaves, do PFL, um partido maior e mais poderoso, para que Silvio o substituísse. Silvio chegou a fazer algumas gravações para a propaganda eleitoral, pedindo votos para o número 26, do PMB, com insistência, pois não haveria tempo para mudar o nome impresso nas cédulas de votação.
A alguns dias da eleição, Silvio Santos teve seu registro de candidatura impugnado pelo Tribunal Superior Eleitoral, por irregularidades no registro do PMB (o partido fizera convenções partidárias em apenas 5 estados, em vez de 9). O apresentador e empresário filiou-se em seguida ao PFL e ensaiou participar de outras eleições, mas as brigas entre grupos políticos e os acordos e negociações inerentes à política fizeram Silvio continuar cuidando exclusivamente de seus negócios. O PMB sofreu a punição mais grave: teve seu registro cancelado pelo TSE.

## Candidaturas

### Movimento Brasil Novo(PRN,PSC,PTRePST)
| Partido da Reconstrução Nacional      |                                      |
| Fernando Collor                       | Itamar Franco                        |
| Presidente                            | Vice Presidente                      |
|                                       |                                      |
| 55º Governador de Alagoas (1987–1989) | Senador por Minas Gerais (1975–1990) |
| Campanha                              |                                      |

Nota: a tabela a seguir está organizada por ordem alfabética de candidatos.
| Presidente                                  | Presidente | Presidente | Cargo político anterior                       | Vice-presidente             | Vice-presidente | Vice-presidente | Coligação                               | Número eleitoral | Tempo de horário eleitoral (diário) | Tempo de horário eleitoral (por bloco) |
| Candidato                                   | Partido    | Partido    | Cargo político anterior                       | Candidato                   | Partido         | Partido         | Coligação                               | Número eleitoral | Tempo de horário eleitoral (diário) | Tempo de horário eleitoral (por bloco) |
| ------------------------------------------- | ---------- | ---------- | --------------------------------------------- | --------------------------- | --------------- | --------------- | --------------------------------------- | ---------------- | ----------------------------------- | -------------------------------------- |
| Affonso Camargo Neto (Campanha)             |            | PTB        | Senador pelo Paraná (1987–1995)               | José Roberto Faria Lima     |                 | PTB             | Sem coligação                           | 14               | 10 minutos                          | 5 minutos                              |
| Afif Domingos (Campanha)                    |            | PL         | Deputado federal por São Paulo (1987–1991)    | Aluísio Pimenta             |                 | PDC             | Aliança Liberal Cristã (PL, PDC)        | 22               | 10 minutos                          | 5 minutos                              |
| Antônio Pedreira (Campanha)                 |            | PPB        | Sem cargo político anterior                   | Orestes Ferreira Alves      |                 | PPB             | Sem coligação                           | 16               | 30 segundos                         | 15 segundos                            |
| Armando Corrêa (Campanha)                   |            | PMB        | Sem cargo político anterior                   | Agostinho Linhares de Souza |                 | PMB             | Sem coligação                           | 26               | 5 minutos                           | 2 minutos e 30 segundos                |
| Aureliano Chaves (Campanha)                 |            | PFL        | Ministro das Minas e Energia (1985–1988)      | Cláudio Lembo               |                 | PFL             | Sem coligação                           | 25               | 16 minutos                          | 8 minutos                              |
| Celso Brant (Campanha)                      |            | PMN        | Deputado federal por Minas Gerais (1985–1988) | José Natan Emídio Neto      |                 | PMN             | Sem coligação                           | 33               | 30 segundos                         | 15 segundos                            |
| Enéas Carneiro (Campanha)                   |            | PRONA      | Sem cargo político anterior                   | Lenine Madeira de Souza     |                 | PRONA           | Sem coligação                           | 56               | 30 segundos                         | 15 segundos                            |
| Eudes de Oliveira Mattar (Campanha)         |            | PLP        | Sem cargo político anterior                   | Dante Lazzaroni Júnior      |                 | PLP             | Sem coligação                           | 55               | 30 segundos                         | 15 segundos                            |
| Fernando Collor (Campanha)                  |            | PRN        | Governador de Alagoas (1987–1989)             | Itamar Franco               |                 | PRN             | Brasil Novo (PRN, PSC, PST, PTR)        | 20               | 10 minutos                          | 5 minutos                              |
| Fernando Gabeira (Campanha)                 |            | PV         | Sem cargo político anterior                   | Maurício Lobo Abreu         |                 | PV              | Sem coligação                           | 43               | 30 segundos                         | 15 segundos                            |
| Leonel Brizola (Campanha)                   |            | PDT        | Governador do Rio de Janeiro (1983–1987)      | Fernando Lyra               |                 | PDT             | Sem coligação                           | 12               | 10 minutos                          | 5 minutos                              |
| Lívia Maria Pio (Campanha)                  |            | PN         | Sem cargo político anterior                   | Ardwin Retto Grünewald      |                 | PN              | Sem coligação                           | 27               | 30 segundos                         | 15 segundos                            |
| Luiz Inácio Lula da Silva (Campanha)        |            | PT         | Deputado federal por São Paulo (1987–1991)    | José Paulo Bisol            |                 | PSB             | Frente Brasil Popular (PT, PSB e PCdoB) | 13               | 10 minutos                          | 5 minutos                              |
| Manoel Antonio de Oliveira Horta (Campanha) |            | PDCdoB     | Sem cargo político anterior                   | Jorge Coelho de Sá          |                 | PDCdoB          | Sem coligação                           | 57               | 30 segundos                         | 15 segundos                            |
| Mário Covas (Campanha)                      |            | PSDB       | Senador por São Paulo (1987–1995)             | Almir Gabriel               |                 | PSDB            | Sem coligação                           | 45               | 13 minutos                          | 6 minutos e 30 segundos                |
| Marronzinho (Campanha)                      |            | PSP        | Sem cargo político anterior                   | Reinaldo Valim              |                 | PSP             | Sem coligação                           | 42               | 30 segundos                         | 15 segundos                            |
| Paulo Gontijo (Campanha)                    |            | PP         | Sem cargo político anterior                   | Luiz Paulino                |                 | PP              | Sem coligação                           | 54               | 30 segundos                         | 15 segundos                            |
| Paulo Maluf (Campanha)                      |            | PDS        | Deputado federal por São Paulo (1983–1987)    | Bonifácio Andrada           |                 | PDS             | Sem coligação                           | 11               | 10 minutos                          | 5 minutos                              |
| Roberto Freire (Campanha)                   |            | PCB        | Deputado federal por Pernambuco (1979–1995)   | Sérgio Arouca               |                 | PCB             | Sem coligação                           | 23               | 5 minutos                           | 2 minutos e 30 segundos                |
| Ronaldo Caiado (Campanha)                   |            | PSD        | Sem cargo político anterior                   | Camilo Calazans             |                 | PDN             | União Cidade Campo (PSD, PDN)           | 51               | 5 minutos                           | 2 minutos e 30 segundos                |
| Ulysses Guimarães (Campanha)                |            | PMDB       | Deputado federal por São Paulo (1951–1992)    | Waldir Pires                |                 | PMDB            | Sem coligação                           | 15               | 22 minutos                          | 11 minutos                             |
| Zamir José Teixeira (Campanha)              |            | PCN        | Sem cargo político anterior                   | William Pereira da Silva    |                 | PCN             | Sem coligação                           | 31               | 30 segundos                         | 15 segundos                            |

O número eleitoral do PRN é 36, mas  Fernando Collor usou o número eleitoral do PSC, 20.
O número eleitoral do PSD é 41, mas Ronaldo Caiado usou o número eleitoral do PDN, 51.

## Candidaturas Indeferidas
| Presidente                | Presidente | Cargo político Anterior     | Vice-Presidente            | Vice-Presidente | Coligação     | Número Eleitoral |
| Candidato                 | Partido    | Cargo político Anterior     | Candidato                  | Partido         | Coligação     | Número Eleitoral |
| ------------------------- | ---------- | --------------------------- | -------------------------- | --------------- | ------------- | ---------------- |
| Boris Nicolaievski        | PS         | Sem Cargo Político Anterior | Sem Informação             | PS              | Sem coligação | 50               |
| D'Janir Soares de Azevedo | PTN        | Deputado Estadual           | Itamar Ribeiro de Carvalho | PTN             | Sem coligação | 21               |
| Jânio Quadros             | PMC        | 44.° Prefeito de São Paulo  | Sem Informação             | PMC             | Sem coligação | 18               |
| João Ferreira da Silva    | PAS        | Sem Cargo Político Anterior | Antônio João Martins       | PAS             | Sem coligação | 72               |
| Nildo Martini             | PNAB       | Sem Cargo Político Anterior | Djalma Tavares Gouveia     | PNAB            | Sem coligação | 47               |
| Silvio Santos             | PMB        | Sem Cargo Político Anterior | Marcondes Gadelha          | PMB             | Sem coligação | 26               |

### Lula da Silva
A campanha eleitoral de Lula da Silva em 1989 foi suportada pela Frente Brasil Popular (FBP), que foi uma coligação partidária composta por 3 partidos: Partido dos Trabalhadores (PT), Partido Comunista do Brasil (PCdoB) e Partido Socialista Brasileiro (PSB).
Até julho de 1989, o Partido Verde (PV) era o quarto partido da frente. Este, por sua vez, lançara o escritor e atualmente ex-deputado federal Fernando Gabeira como pré-candidato a vice-presidente na chapa de Lula. Todavia, a vaga também era disputada pelo senador José Paulo Bisol (PSB-RS), que teve seu nome confirmado em julho do ano em curso, forçando assim a saída dos verdes da coligação, bem como o lançamento forçado da candidatura própria de Gabeira ao Palácio do Planalto. O PV era contra a indicação de Bisol para vice na chapa do petista.[carece de fontes?] Disputaram o sindicalista e então deputado federal Luiz Inácio Lula da Silva (PT) na cabeça-de-chapa e Bisol (PSB) como candidato a vice-presidente.[carece de fontes?]
Lula fora para o segundo turno e acabou derrotado pelo ex-governador alagoano Fernando Collor de Mello, do Movimento Brasil Novo (PRN/PSC/PTR/PST), obtendo 46,97% dos votos válidos.[carece de fontes?]
Em setembro de 2015, diversos partidos políticos, movimentos sociais, sindicatos e personalidades lançaram uma coalizão homônima, também de viés de esquerda.

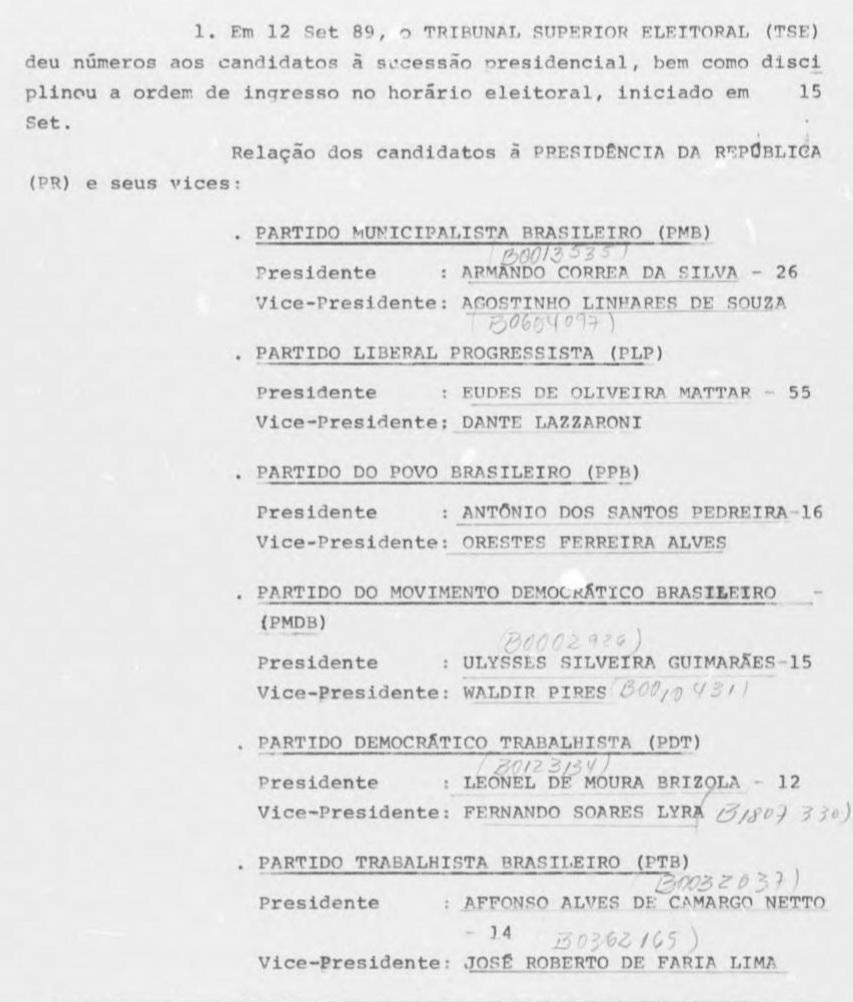
Folha mostrando alguns candidatos de 1989 e seus vices.

## Debates televisionados

### Primeiro turno
| Data                           | Organizadores | Mediadores       | Candidatos | Candidatos    | Candidatos   | Candidatos    | Candidatos      | Candidatos    | Candidatos   | Candidatos   | Candidatos  | Candidatos | Candidatos    | Candidatos     |
| Data                           | Organizadores | Mediadores       | Afif (PL)  | Brizola (PDT) | Caiado (PSD) | Affonso (PTB) | Aureliano (PFL) | Collor (PRN)  | Covas (PSDB) | Freire (PCB) | Maluf (PDS) | Lula (PT)  | Corrêa (PMB)  | Ulysses (PMDB) |
| ------------------------------ | ------------- | ---------------- | ---------- | ------------- | ------------ | ------------- | --------------- | ------------- | ------------ | ------------ | ----------- | ---------- | ------------- | -------------- |
| 17 de julho                    | Bandeirantes  | Marília Gabriela | Presente   | Presente      | Presente     | Presente      | Presente        | Ausente       | Presente     | Presente     | Presente    | Presente   | Não convidado | Ausente        |
| 14 de agosto (primeira rodada) | Bandeirantes  | Marília Gabriela | Presente   | Presente      | Ausente      | Ausente       | Presente        | Não convidado | Ausente      | Presente     | Presente    | Ausente    | Não convidado | Ausente        |
| 15 de agosto (segunda rodada)  | Bandeirantes  | Marília Gabriela | Ausente    | Ausente       | Presente     | Presente      | Ausente         | Ausente       | Presente     | Ausente      | Ausente     | Presente   | Não convidado | Presente       |
| 16 de outubro                  | Bandeirantes  | Marília Gabriela | Presente   | Presente      | Presente     | Não convidado | Ausente         | Ausente       | Presente     | Presente     | Presente    | Presente   | Impedido      | Ausente        |
| 5 de novembro                  | Bandeirantes  | Marília Gabriela | Presente   | Presente      | Presente     | Não convidado | Ausente         | Ausente       | Presente     | Presente     | Presente    | Presente   | Impedido      | Ausente        |
| 12 de novembro                 | SBT           | Boris Casoy      | Presente   | Presente      | Presente     | Não convidado | Ausente         | Ausente       | Presente     | Presente     | Presente    | Presente   | Não convidado | Ausente        |

### Segundo turno
Houve dois debates presidenciais. Um realizado pela TV Manchete, e o outro, pela Rede Bandeirantes; um pool foi formado entre as emissoras Globo, SBT, Manchete e Bandeirantes, transmitindo ambos os debates das 21h30 às 00h00.
| Data           | Organizadores | Mediadores (por ordem de aparição)                                                                   | Candidatos   | Candidatos |
| Data           | Organizadores | Mediadores (por ordem de aparição)                                                                   | Collor (PRN) | Lula (PT)  |
| -------------- | ------------- | --- | ------------ | ---------- |
| 3 de dezembro  | Manchete      | Marília Gabriela (Bandeirantes) Boris Casoy (SBT) Alexandre Garcia (Globo) Eliakim Araújo (Manchete) | Presente     | Presente   |
| 14 de dezembro | Bandeirantes  | Boris Casoy (SBT) Marília Gabriela (Bandeirantes) Eliakim Araújo (Manchete) Alexandre Garcia (Globo) | Presente     | Presente   |

O último debate foi realizado na noite de quinta-feira, e apresentando em uma versão resumida no Jornal Nacional, o programa jornalístico de maior audiência do país, na noite de sexta, 15, antes da eleição domingo. Houve a percepção de que a rede Globo favoreceu Collor em sua cobertura, dando-lhe mais tempo de fala e destacando trechos em que ele atacava Lula. Essa abordagem levou muitos críticos a acusarem a emissora de viés em favor de Collor.
Um artigo científico publicado em 2023 utilizou o acesso variado ao sinal de televisão da rede Globo em municípios diferentes para medir o impacto que a apresentação editada do debate teve sobre o eleitorado. A pesquisa encontrou que os municípios que tinham acesso ao sinal da emissora tiveram uma proporção de votos a Collor maior do que aqueles sem acesso, com efeito acentuado nos municípios que tinham acesso somente a rede Globo.

## Resultados
| Candidato(a)                   | Vice                           | 1.º turno 15 de novembro de 1989 | 1.º turno 15 de novembro de 1989 | 2.º turno 17 de dezembro de 1989 | 2.º turno 17 de dezembro de 1989 |
| Candidato(a)                   | Vice                           | Votação                          | Votação                          | Votação                          | Votação                          |
| Candidato(a)                   | Vice                           | Total                            | Percentagem                      | Total                            | Percentagem                      |
| ------------------------------ | ------------------------------ | -------------------------------- | -------------------------------- | -------------------------------- | -------------------------------- |
| Fernando Collor (PRN)          | Itamar Franco (PRN)            | 20 611 030                       | 30,48%                           | 35 090 206                       | 53,03%                           |
| Luiz Inácio Lula da Silva (PT) | José Paulo Bisol (PSB)         | 11 622 321                       | 17,19%                           | 31 075 803                       | 46,97%                           |
| Leonel Brizola (PDT)           | Fernando Lyra (PDT)            | 11 167 665                       | 16,51%                           |                                  |                                  |
| Mário Covas (PSDB)             | Almir Gabriel (PSDB)           | 7 790 381                        | 11,52%                           |                                  |                                  |
| Paulo Maluf (PDS)              | Bonifácio Andrada (PDS)        | 5 986 585                        | 8,85%                            |                                  |                                  |
| Guilherme Afif Domingos (PL)   | Aluísio Pimenta (PL)           | 3 272 520                        | 4,84%                            |                                  |                                  |
| Ulysses Guimarães (PMDB)       | Waldir Pires (PMDB)            | 3 204 996                        | 4,74%                            |                                  |                                  |
| Roberto Freire (PCB)           | Sérgio Arouca (PCB)            | 769 117                          | 1,14%                            |                                  |                                  |
| Aureliano Chaves (PFL)         | Cláudio Lembo (PFL)            | 600 821                          | 0,89%                            |                                  |                                  |
| Ronaldo Caiado (PSD)           | Camilo Calazans (PDN)          | 488 893                          | 0,72%                            |                                  |                                  |
| Affonso Camargo Neto (PTB)     | José Roberto Faria Lima (PTB)  | 379 284                          | 0,56%                            |                                  |                                  |
| Enéas Carneiro (PRONA)         | Lenine Madeira (PRONA)         | 360 578                          | 0,53%                            |                                  |                                  |
| José Marronzinho (PSP)         | Reinaldo Valim (PSP)           | 238 408                          | 0,35%                            |                                  |                                  |
| Paulo Gontijo (PP)             | Luiz Paulino (PP)              | 198 710                          | 0,29%                            |                                  |                                  |
| Zamir Teixeira (PCN)           | William Pereira da Silva (PCN) | 187 164                          | 0,28%                            |                                  |                                  |
| Lívia Maria Pio (PN)           | Ardwin Retto Grünewald (PN)    | 179 925                          | 0,27%                            |                                  |                                  |
| Eudes Mattar (PLP)             | Dante Lazzaroni Jr (PLP)       | 162 343                          | 0,24%                            |                                  |                                  |
| Fernando Gabeira (PV)          | Maurício Lobo Abreu (PV)       | 125 844                          | 0,19%                            |                                  |                                  |
| Celso Brant (PMN)              | José Natan (PMN)               | 109 903                          | 0,16%                            |                                  |                                  |
| Antônio Pedreira (PPB)         | Orestes Alves (PPB)            | 86 107                           | 0,13%                            |                                  |                                  |
| Manoel Horta (PDCdoB)          | Jorge Coelho de Sá (PDCdoB)    | 83 291                           | 0,12%                            |                                  |                                  |
| Armando Corrêa (PMB)           | Agostinho Linhares (PMB)       | 4 363                            | 0,00%                            | Votos Anulados                   | Votos Anulados                   |
| Total de votos válidos         | Total de votos válidos         | 67 625 886                       | 93,57%                           | 66 166 009                       | 94,17%                           |
| Votos em branco                | Votos em branco                | 1 176 367                        | 1,63%                            | 986 460                          | 1,40%                            |
| Votos nulos                    | Votos nulos                    | 3 487 963                        | 4,82%                            | 3 108 232                        | 4,42%                            |
| Total                          | Total                          | 72 290 216                       | 88,08%                           | 70 260 701                       | 85,61%                           |
| Abstenções                     | Abstenções                     | 9 784 502                        | 11,92%                           | 11 814 017                       | 14,39%                           |
| Eleitores aptos a votar        | Eleitores aptos a votar        | 82 074 718                       | 55,53%                           | 82 074 718                       | 55,53%                           |
| População nacional estimada    | População nacional estimada    | 147 801 816                      | 100%                             | 147 801 816                      | 100%                             |

### Primeiro turno
|  | Vitória de Fernando Collor           |
|  | Vitória de Luiz Inácio Lula da Silva |
|  | Vitória de Leonel Brizola            |
|  | Vitória de Mário Covas               |

| Estado              | Eleitorado | Abstenção | %      | Collor     | %      | Lula       | %      | Brizola    | %      | Covas     | %      | Outros     | %      | Votos brancos | %     | Votos nulos | %      |
| ------------------- | ---------- | --------- | ------ | ---------- | ------ | ---------- | ------ | ---------- | ------ | --------- | ------ | ---------- | ------ | ------------- | ----- | ----------- | ------ |
| Acre                | 182 797    | 42 488    | 23,24% | 49 862     | 38,95% | 22 954     | 17,93% | 8 582      | 6,70%  | 3 716     | 2,90%  | 42 896     | 33,52% | 2 673         | 1,91% | 9 626       | 6,86%  |
| Alagoas             | 1 210 797  | 242 994   | 20,07% | 554 612    | 64,38% | 76 227     | 8,85%  | 63 071     | 7,32%  | 67 240    | 7,81%  | 100 320    | 11,64% | 27 486        | 2,84% | 78 847      | 8,15%  |
| Amapá               | 118 144    | 26 207    | 22,18% | 42 255     | 48,42% | 21 026     | 24,09% | 4 935      | 5,65%  | 3 695     | 4,23%  | 15 360     | 17,61% | 1 072         | 1,17% | 3 594       | 3,91%  |
| Amazonas            | 842 083    | 215 431   | 25,58% | 300 848    | 50,49% | 125 406    | 21,05% | 26 129     | 4,39%  | 36 380    | 6,11%  | 107 106    | 17,96% | 9 151         | 1,46% | 21 632      | 3,45%  |
| Bahia               | 5 893 861  | 1 182 664 | 20,07% | 1 408 614  | 34,77% | 1 050 444  | 25,93% | 229 186    | 5,66%  | 248 803   | 6,14%  | 1 114 028  | 27,50% | 162 443       | 3,45% | 497 679     | 10,56% |
| Ceará               | 3 351 606  | 540 435   | 16,12% | 861 030    | 33,09% | 321 526    | 12,36% | 505 440    | 19,43% | 477 286   | 18,34% | 436 574    | 16,78% | 55 448        | 1,97% | 153 867     | 5,47%  |
| Distrito Federal    | 857 330    | 74 579    | 8,70%  | 172 818    | 22,75% | 220 720    | 29,06% | 71 719     | 9,44%  | 135 227   | 17,81% | 158 996    | 20,94% | 4 580         | 0,59% | 18 691      | 2,39%  |
| Espírito Santo      | 1 407 759  | 136 287   | 9,68%  | 468 910    | 39,62% | 264 983    | 22,39% | 105 093    | 8,88%  | 118 048   | 9,97%  | 226 536    | 19,14% | 20 373        | 1,60% | 67 529      | 5,31%  |
| Goiás               | 2 199 965  | 304 086   | 13,82% | 803 199    | 45,39% | 298 261    | 16,86% | 70 146     | 3,96%  | 101 514   | 5,74%  | 496 391    | 28,05% | 31 148        | 1,64% | 95 220      | 5,02%  |
| Maranhão            | 2 144 352  | 678 071   | 31,62% | 609 758    | 46,93% | 255 586    | 19,67% | 116 539    | 8,97%  | 44 154    | 3,40%  | 273 225    | 21,03% | 50 278        | 3,43% | 116 741     | 7,96%  |
| Mato Grosso         | 1 027 972  | 233 848   | 22,75% | 344 973    | 46,60% | 76 700     | 10,36% | 75 194     | 10,16% | 33 472    | 4,52%  | 209 936    | 28,36% | 14 819        | 1,87% | 39 030      | 4,91%  |
| Mato Grosso do Sul  | 1 002 232  | 138 741   | 13,84% | 436 539    | 53,23% | 73 697     | 8,99%  | 63 721     | 7,77%  | 50 465    | 6,15%  | 195 741    | 23,86% | 13 218        | 1,53% | 30 110      | 3,49%  |
| Minas Gerais        | 9 433 103  | 1 033 718 | 10,96% | 2 801 422  | 36,12% | 1 792 789  | 23,11% | 418 935    | 5,40%  | 799 227   | 10,30% | 1 944 519  | 25,07% | 176 072       | 2,10% | 466 421     | 5,55%  |
| Pará                | 2 186 852  | 559 053   | 25,56% | 793 384    | 52,01% | 294 981    | 19,34% | 52 361     | 3,43%  | 101 282   | 6,64%  | 283 318    | 18,58% | 29 294        | 1,80% | 73 179      | 4,50%  |
| Paraíba             | 1 756 417  | 289 537   | 16,48% | 457 129    | 35,16% | 313 895    | 24,14% | 186 076    | 14,31% | 94 774    | 7,29%  | 248 317    | 19,10% | 41 684        | 2,84% | 125 005     | 8,52%  |
| Paraná              | 5 045 626  | 526 531   | 10,44% | 1 738 216  | 40,64% | 353 907    | 8,27%  | 616 170    | 14,41% | 325 652   | 7,61%  | 1 243 279  | 29,07% | 53 297        | 1,18% | 188 574     | 4,17%  |
| Pernambuco          | 3 764 143  | 553 572   | 14,71% | 1 066 986  | 37,74% | 950 189    | 33,61% | 265 548    | 9,39%  | 101 093   | 3,58%  | 443 012    | 15,68% | 97 269        | 3,03% | 286 474     | 8,92%  |
| Piauí               | 1 334 282  | 259 703   | 19,46% | 383 632    | 39,75% | 219 406    | 22,73% | 93 507     | 9,69%  | 48 763    | 5,05%  | 219 764    | 22,78% | 31 713        | 2,95% | 77 794      | 7,24%  |
| Rio de Janeiro      | 8 196 547  | 555 543   | 6,78%  | 1 189 385  | 16,07% | 904 223    | 12,22% | 3 855 561  | 52,09% | 643 786   | 8,70%  | 808 548    | 10,92% | 53 242        | 0,70% | 186 259     | 2,44%  |
| Rio Grande do Norte | 1 298 088  | 179 334   | 13,82% | 326 878    | 33,37% | 239 010    | 24,40% | 78 259     | 7,99%  | 56 768    | 5,80%  | 278 569    | 28,44% | 27 453        | 2,45% | 111 817     | 9,99%  |
| Rio Grande do Sul   | 5 700 461  | 337 488   | 5,92%  | 480 842    | 9,23%  | 350 062    | 6,72%  | 3 262 925  | 62,66% | 249 384   | 4,79%  | 863 976    | 16,60% | 57 522        | 1,07% | 98 262      | 1,83%  |
| Rondônia            | 557 781    | 140 159   | 25,13% | 165 607    | 42,82% | 75 532     | 19,53% | 39 650     | 10,25% | 13 718    | 3,55%  | 92 227     | 23,85% | 6 808         | 1,63% | 24 080      | 5,77%  |
| Roraima             | 73 001     | 16 956    | 23,23% | 32 130     | 59,72% | 5 417      | 10,07% | 5 092      | 9,47%  | 2 944     | 5,47%  | 8 214      | 15,27% | 676           | 1,21% | 1 572       | 2,80%  |
| Santa Catarina      | 2 729 916  | 206 503   | 7,56%  | 566 990    | 23,52% | 255 015    | 10,58% | 632 170    | 26,22% | 177 980   | 7,38%  | 778 907    | 32,30% | 26 354        | 1,04% | 85 997      | 3,41%  |
| São Paulo           | 18 500 980 | 1 057 720 | 5,72%  | 4 085 223  | 24,40% | 2 921 970  | 17,45% | 252 651    | 1,51%  | 3 802 330 | 22,71% | 5 679 170  | 33,93% | 156 621       | 0,90% | 545 295     | 3,13%  |
| Sergipe             | 776 071    | 101 011   | 13,02% | 301 730    | 50,81% | 108 002    | 18,19% | 55 751     | 9,39%  | 39 499    | 6,65%  | 88 897     | 14,96% | 17 953        | 2,66% | 63 228      | 9,37%  |
| Tocantins           | 464 060    | 146 159   | 31,50% | 164 964    | 57,08% | 27 888     | 9,65%  | 11 605     | 4,02%  | 9 739     | 3,37%  | 74 804     | 25,88% | 7 609         | 2,39% | 21 292      | 6,70%  |
| Exterior            | 18 492     | 5 684     | 30,74% | 3 094      | 24,66% | 2 505      | 19,96% | 1 649      | 13,14% | 3 442     | 27,43% | 1 859      | 14,81% | 111           | 0,87% | 148         | 1,16%  |
| Total               | 82 074 718 | 9 784 502 | 11,92% | 20 611 030 | 30,48% | 11 622 321 | 17,19% | 11 167 665 | 16,51% | 7 790 381 | 11,52% | 16 434 489 | 24,30% | 1 176 367     | 1,63% | 3 487 963   | 4,82%  |

### Segundo turno
|  | Vitória de Fernando Collor           |
|  | Vitória de Luiz Inácio Lula da Silva |

| Estado              | Eleitorado | Abstenção  | %      | Collor     | %      | Lula       | %      | Votos brancos | %     | Votos nulos | %     |
| ------------------- | ---------- | ---------- | ------ | ---------- | ------ | ---------- | ------ | ------------- | ----- | ----------- | ----- |
| Acre                | 182 797    | 46 329     | 25,34% | 89 103     | 69,18% | 39 695     | 30,82% | 2 005         | 1,47% | 5 665       | 4,15% |
| Alagoas             | 1 210 797  | 246 187    | 20,33% | 683 920    | 76,18% | 215 177    | 23,82% | 19 353        | 2,01% | 47 454      | 4,92% |
| Amapá               | 118 144    | 31 265     | 26,46% | 53 780     | 64,25% | 29 926     | 35,75% | 747           | 0,86% | 2 426       | 2,79% |
| Amazonas            | 842 083    | 223 900    | 26,59% | 397 103    | 66,79% | 197 431    | 33,21% | 8 534         | 1,38% | 15 115      | 2,45% |
| Bahia               | 5 893 861  | 1 459 378  | 24,76% | 2 118 307  | 51,68% | 1 980 907  | 48,32% | 100 014       | 2,26% | 235 255     | 5,31% |
| Ceará               | 3 351 606  | 617 336    | 18,42% | 1 478 288  | 56,90% | 1 119 367  | 43,10% | 44 607        | 1,63% | 91 711      | 3,35% |
| Distrito Federal    | 857 330    | 96 814     | 11,29% | 268 963    | 37,32% | 451 780    | 62,68% | 5 830         | 0,77% | 33 943      | 4,46% |
| Espírito Santo      | 1 407 759  | 175 463    | 12,46% | 689 981    | 59,30% | 473 597    | 40,70% | 17 749        | 1,44% | 50 969      | 4,14% |
| Goiás               | 2 199 965  | 420 785    | 19,13% | 1 160 446  | 68,44% | 535 142    | 31,56% | 20 526        | 1,15% | 63 066      | 3,54% |
| Maranhão            | 2 144 352  | 663 812    | 30,96% | 867 188    | 62,43% | 521 753    | 37,57% | 35 737        | 2,41% | 55 798      | 3,77% |
| Mato Grosso         | 1 027 972  | 279 703    | 27,21% | 475 046    | 66,39% | 240 486    | 33,61% | 9 773         | 1,31% | 22 964      | 3,07% |
| Mato Grosso do Sul  | 1 002 232  | 172 333    | 17,19% | 579 064    | 72,85% | 215 859    | 27,15% | 9 831         | 1,18% | 25 145      | 3,03% |
| Minas Gerais        | 9 433 103  | 1 409 889  | 14,95% | 4 186 658  | 55,51% | 3 355 125  | 44,49% | 129 446       | 1,61% | 351 985     | 4,39% |
| Pará                | 2 186 852  | 601 320    | 27,50% | 1 105 646  | 72,48% | 419 643    | 27,52% | 19 917        | 1,26% | 40 244      | 2,54% |
| Paraíba             | 1 756 417  | 319 404    | 18,18% | 740 208    | 54,97% | 606 446    | 45,03% | 27 908        | 1,94% | 62 451      | 4,35% |
| Paraná              | 5 045 626  | 652 079    | 12,92% | 2 793 218  | 67,28% | 1 357 754  | 32,72% | 50 792        | 1,16% | 191 360     | 4,36% |
| Pernambuco          | 3 764 143  | 601 485    | 15,98% | 1 455 747  | 49,10% | 1 509 102  | 50,90% | 65 664        | 2,08% | 132 145     | 4,18% |
| Piauí               | 1 334 282  | 271 432    | 20,34% | 590 594    | 58,92% | 411 814    | 41,08% | 21 517        | 2,02% | 38 925      | 3,66% |
| Rio de Janeiro      | 8 196 547  | 711 467    | 8,68%  | 1 941 499  | 27,08% | 5 227 886  | 72,92% | 65 388        | 0,87% | 249 878     | 3,34% |
| Rio Grande do Norte | 1 298 088  | 205 674    | 15,84% | 535 195    | 52,59% | 482 463    | 47,41% | 17 565        | 1,61% | 57 191      | 5,24% |
| Rio Grande do Sul   | 5 700 461  | 487 267    | 8,55%  | 1 532 824  | 31,28% | 3 366 795  | 68,72% | 75 623        | 1,45% | 237 953     | 4,56% |
| Rondônia            | 557 781    | 169 087    | 30,31% | 234 272    | 63,25% | 136 123    | 36,75% | 4 508         | 1,16% | 13 791      | 3,55% |
| Roraima             | 73 001     | 19 187     | 26,28% | 39 916     | 76,35% | 12 364     | 23,65% | 511           | 0,95% | 1 023       | 1,90% |
| Santa Catarina      | 2 729 916  | 265 962    | 9,74%  | 1 167 689  | 50,32% | 1 152 730  | 49,68% | 29 220        | 1,19% | 114 315     | 4,64% |
| São Paulo           | 18 500 980 | 1 387 105  | 7,50%  | 9 270 501  | 57,90% | 6 739 403  | 42,10% | 183 195       | 1,07% | 920 776     | 5,38% |
| Sergipe             | 776 071    | 111 540    | 14,37% | 403 480    | 65,89% | 208 829    | 34,11% | 14 868        | 2,24% | 37 354      | 5,62% |
| Tocantins           | 464 060    | 159 829    | 34,44% | 227 029    | 78,39% | 62 576     | 21,61% | 5 498         | 1,81% | 9 128       | 3,00% |
| Exterior            | 18 492     | 7 985      | 43,18% | 4 541      | 44,65% | 5 630      | 55,35% | 134           | 1,28% | 202         | 1,92% |
| Total               | 82 074 718 | 11 814 017 | 14,39% | 35 090 206 | 53,03% | 31 075 803 | 46,97% | 986 460       | 1,40% | 3 108 232   | 4,42% |

### Mapas

Apuração por unidade federativa no segundo turno Fernando Collor (23) Lula da Silva (4)

|                                                                   |  |                                                                  |
| Resultados eleitorais no primeiro turno por unidade da federação. |  | Resultados eleitorais no segundo turno por unidade da federação. |

### Gráficos
| Partido | Partido | Candidato   | Votos      | Votos (%) |
| ------- | ------- | ----------- | ---------- | --------- |
|         | PRN     | Collor      | 20 611 030 | 30,48%    |
|         | PT      | Lula        | 11 622 321 | 17,19%    |
|         | PDT     | Brizola     | 11 167 665 | 16,51%    |
|         | PSDB    | Covas       | 7 790 381  | 11,52%    |
|         | PDS     | Maluf       | 5 986 585  | 8,85%     |
|         | PL      | Afif        | 3 272 520  | 4,84%     |
|         | PMDB    | Ulysses     | 3 204 996  | 4,74%     |
|         | PCB     | Freire      | 769 117    | 1,14%     |
|         | PFL     | Aureliano   | 600 821    | 0,89%     |
|         | PSD     | Caiado      | 488 893    | 0,72%     |
|         | PTB     | Affonso     | 379 284    | 0,56%     |
|         | PRONA   | Enéas       | 360 578    | 0,53%     |
|         | PSP     | Marronzinho | 238 408    | 0,35%     |
|         | PP      | Gontijo     | 198 710    | 0,29%     |
|         | PCN     | Zamir       | 187 164    | 0,28%     |
|         | PN      | Lívia       | 179 925    | 0,27%     |
|         | PLP     | Mattar      | 162 343    | 0,24%     |
|         | PV      | Gabeira     | 125 844    | 0,19%     |
|         | PMN     | Brant       | 109 903    | 0,16%     |
|         | PPB     | Pedreira    | 86 107     | 0,13%     |
|         | PDCdoB  | Horta       | 83 291     | 0,12%     |
|         | PMB     | Corrêa      | 0          | 0%        |
| Totais  | Totais  | Totais      | 67 625 886 |           |

| Partido | Partido | Candidato | Votos      | Votos (%) |
| ------- | ------- | --------- | ---------- | --------- |
|         | PRN     | Collor    | 35 090 206 | 53,03%    |
|         | PT      | Lula      | 31 075 803 | 46,97%    |
| Totais  | Totais  | Totais    | 66 166 009 |           |